# Cecil Walker (Politiker)
Cecil Walker (* 17. Dezember 1924 in Belfast; † 3. Januar 2007 in Newtownabbey) war ein nordirischer Politiker (Ulster Unionist Party). Von 1983 bis 2001 war Walker Mitglied des Unterhauses für Nord-Belfast.
Walker starb im Alter von 82 Jahren an einem Herzinfarkt; er hinterließ seine Frau und zwei Söhne.